# Унєєво
Унєєво (пол. Uniejewo) — село в Польщі, у гміні Брудзень-Дужий Плоцького повіту Мазовецького воєводства.
Населення — 110 осіб (2011).
У 1975-1998 роках село належало до Плоцького воєводства.

## Демографія
Демографічна структура станом на 31 березня 2011 року:
|          | Загалом | Допрацездатний вік | Працездатний вік | Постпрацездатний вік |
| -------- | ------- | ------------------ | ---------------- | -------------------- |
| Чоловіки | 53      | 4                  | 42               | 7                    |
| Жінки    | 57      | 15                 | 30               | 12                   |
| Разом    | 110     | 19                 | 72               | 19                   |